# Вила Бартоломеа
Вила Бартоломеа (итал. Villa Bartolomea) је насеље у Италији у округу Верона, региону Венето.
Према процени из 2011. у насељу је живело 3221 становника. Насеље се налази на надморској висини од 11 м.

## Становништво
| 1931. | 1936. | 1951. | 1961. | 1971. | 1981. | 1991. | 2001. | 2011. |
| ----- | ----- | ----- | ----- | ----- | ----- | ----- | ----- | ----- |
| 7.966 | 8.156 | 8.087 | 6.431 | 5.708 | 5.610 | 5.416 | 5.368 | 5.841 |